# Catedral de Nuestra Señora de la Asunción de Cluj-Napoca
Catedrala Adormirii Maicii Domnului (Catedral de Asunción de Cluj-Napoca) es el edificio eclesiástico de la Iglesia ortodoxa rumana más importante de Cluj Napoca, Rumania. Fue construido entre los años 1923 y 1933, en los primeros años después de la gran union rumana,en estilo brâncovenesc.

Vista del templo

La catedral es la sede de la Arquidiócesis de Vad,Feleac y Cluj y sede de la Mitropolia de Cluj, Alba, Crişana y Maramureş.
La catedral está ubicada en la plaza Avram Iancu, junto a la estatua de Avram Iancu y al Teatro nacional de Cluj-Napoca.
El proyecto de la catedral fue realizado por George Cristinel y Constantin Pomponiu, quienes también realizaron el proyecto del Mausoleo de Mărăşeşti.
La catedral tiene una altura máxima de 64 metros y está construida con hormigón armado y ladrillos; además de piedra extraída de las localidades cercanas de Baciu y Bampotoc en el exterior.
El domo principal de la catedral está inspirado en el domo del Hagia Sofia de Istambul el cual está rodeado de cuatro torres más pequeñas de estilo brâncovenesc.
Los 18 torres que están sujetando el domo principal están tallados en piedra. La pintura mural fue realizada por los artistas Anastasie Demian y Catul Bogdan, profesores de la Academia de Artes de Cluj Napoca.
- Datos: Q669890
- Multimedia: Cluj-Napoca Orthodox Cathedral / Q669890